# M50 (天体)
座標:  07h 02m 47.5s, −08° 20′ 16″
M50 (NGC 2323) はいっかくじゅう座にある散開星団。

## 概要
おおいぬ座との境界にちかく、シリウスからおおいぬ座θ星の方に伸ばした線をたどると見つけやすい。
条件がよければ、肉眼でぼんやりとした光に見える。双眼鏡でも微星がぽつぽつみえる。口径5cmの望遠鏡では倍率を上げると星に分かれてくる。口径8cmの望遠鏡では、20個程度の星が見えてくる。小さい散開星団だがそれほど密集はしていない。口径10cmの望遠鏡では50個ほどの星が見えてくる。口径30cmの望遠鏡ではおびただしい星が見え全体で150個ほどの星が見える。散開星団なのに、口径30cmの望遠鏡でも完全に星に分離できない。分離するには口径40cm程度の望遠鏡を必要とする。
全体の形はマラスはハート型、ジョーンズはＹ型であるとした。マラスは、ウェッブらが記した赤い星は特に異なった色には見えないとした。

## 観測史
1772年4月5日にシャルル・メシエが発見した。しかし、ジャック・カッシーニの記録によると、ジャックの父のジョヴァンニ・カッシーニが1711年以前に発見していたともされる。1774年にヨハン・ボーデは「カッシーニがおおいぬ座とこいぬ座の間にあるという星団を探し、ついにいっかくじゅう座の腹の下で発見した。星雲状の光の上に小さな星がある星団で、西に4個の小星がある」と記している。ジョン・ハーシェルは「顕著な星団。非常に大きく、星数が多い。星の等級は12～16等」と記した。